# 3年C組 指原×翔太
『3年C組 指原×翔太』（さんねんシーぐみ さしはら×しょうた）は、2025年4月17日にAmazonプライムの動画配信サービス・Amazon Prime Videoにて配信されたバラエティ番組。高校の同級生である指原莉乃と渡辺翔太（Snow Man）の冠番組。

## 概要
高校の同級生同士である2人が初の本格タッグを組み、“弱点克服”に挑む、忖度なしのガチ検証バラエティー。2人が番組中に課せられるさまざまなミッションを通じて自身の欠点と真剣に向き合う、努力と成長の記録が描かれる。

## 放送リスト
| 回数 | 放送日        | 放送時間    | テーマ                                 | ゲスト                                                                                 |
| ---- | ------------- | ----------- | -------------------------------------- | -------------------------------------------------------------------------------------- |
| 1    | 2025年4月17日 | 0:00 - 0:44 | 「heart relation」に新入社員として潜入 | 小嶋陽菜                                                                               |
| 2    | 2025年4月17日 | 0:00 - 0:45 | 女性芸能人の楽屋挨拶に挑戦             | 村重杏奈、森香澄、≠ME、稲田美紀（紅しょうが）                                          |
| 3    | 2025年4月17日 | 0:00 - 0:50 | 異性との本気デート                     | 松井ケムリ（令和ロマン）                                                               |
| 4    | 2025年4月17日 | 0:00 - 0:43 | 本気の合コン                           | 吉村崇、トモ（5GAP）、中谷（マユリカ）、Den（リンダカラー∞）、青木マッチョ（かけおち） |

## 出演

### MC
- 指原莉乃
- 渡辺翔太（Snow Man）

## スタッフ
- 企画・演出 - 芦田太郎
- 構成 - 都築浩、一場麻美[2]、白武ときお、吉田大吾
- ナレーター - 服部潤
- ディレクター - 吉田莉穂、塚田正道、小松隼人
- チーフディレクター - 吉村慶介[3]
- プロデューサー - 宅間勇太
- チーフプロデューサー - 菊池貴也[3]
- キャスティングプロデューサー - 黒木智子、山ノ内禎枝

- TP - 笠原正道
- カメラマン - 塚本達郎、猪俣芳郎、金子圭太郎、谷口知己、中村唯呂、小原憲、山根昭一、谷川博亮
- VE - 石井徹、高橋誠一郎、田中信幸、小貫毅、川上泰宏
- 音声 - 阿部幸二郎、鈴木美奈、上野篤史、安澤貴幸、千田優奈
- 照明 - 山本聖、野島哲也、足立洋幸
- 美術プロデューサー - 宇野宏美
- 美術デザイナー - 大三島弘女、村山柚香
- 美術ディレクター - 千葉未奈美
- 装置 - 坂本進
- 操作 - 山本晃靖
- 装飾 - 深山健太郎
- 電飾 - 森田光俊
- メイク - 辻村友貴恵（ende）、宮本春花
- スタイリスト - 米原佳奈、渡邊奈央（Creative GUILD）
- 協力 - TBSアクト、スカパーJSAT
- 技術協力 - 共同テレビジョン、千代田ビデオ、IMAGICA Lab.
- 写真協力 - AKB48、POTATO / ワン・パブリッシング、ホーム社duet編集部
- ロゴ・キービジュアル - 中村唯
- スチール - 加藤翔
- オフライン - 坂口雄祐
- 編集 - 中川直喜、日比弾行、藤田拓斗、佐藤洋人
- MA - 塩釜亮平
- 音響効果 - 齋藤資典
- OPグレーディング - 宮下蔵
- 制作スタッフ - 河村郁哉、西村穂香、柴沼由姫、竹内日向子
- 衣装協力 - Kerry woollen mills、THE TON、VA∩∩IEU
- 制作著者 - 共同テレビジョン